# Berg, Uddevalla kommun
Berg är en tätort i Skredsviks socken i Uddevalla kommun i Västra Götalands län.  SCB avgränsade 1990 till 2020 en småort av denna bebyggelse och den i Kamperöd och namnsatt den till Berg, Skogen och Kamperöd. Vid avgränsningen 2020 delades den upp i två småorter, denna benämnd Berg och Skogen och en för bebyggelsen i Kamperöd. Vid avgränsningen 2023 räknades dessa två småorter samt småorten Backa som sammanväxta och bildande denna tätort namnsatt till berg.